# Hymenostegia afzelii
Espèce
Synonymes
- Annea afzelii (préféré par NCBI)[2]
- Annea afzelii (Oliv.) Mackinder & Wieringa (préféré par GRIN)[3]
- Cynometra afzelii Oliv.[1] [3]
- Hymenostegia afzelii (Oliv.) Harms[3]
- Hymenostegia afzelii[2]

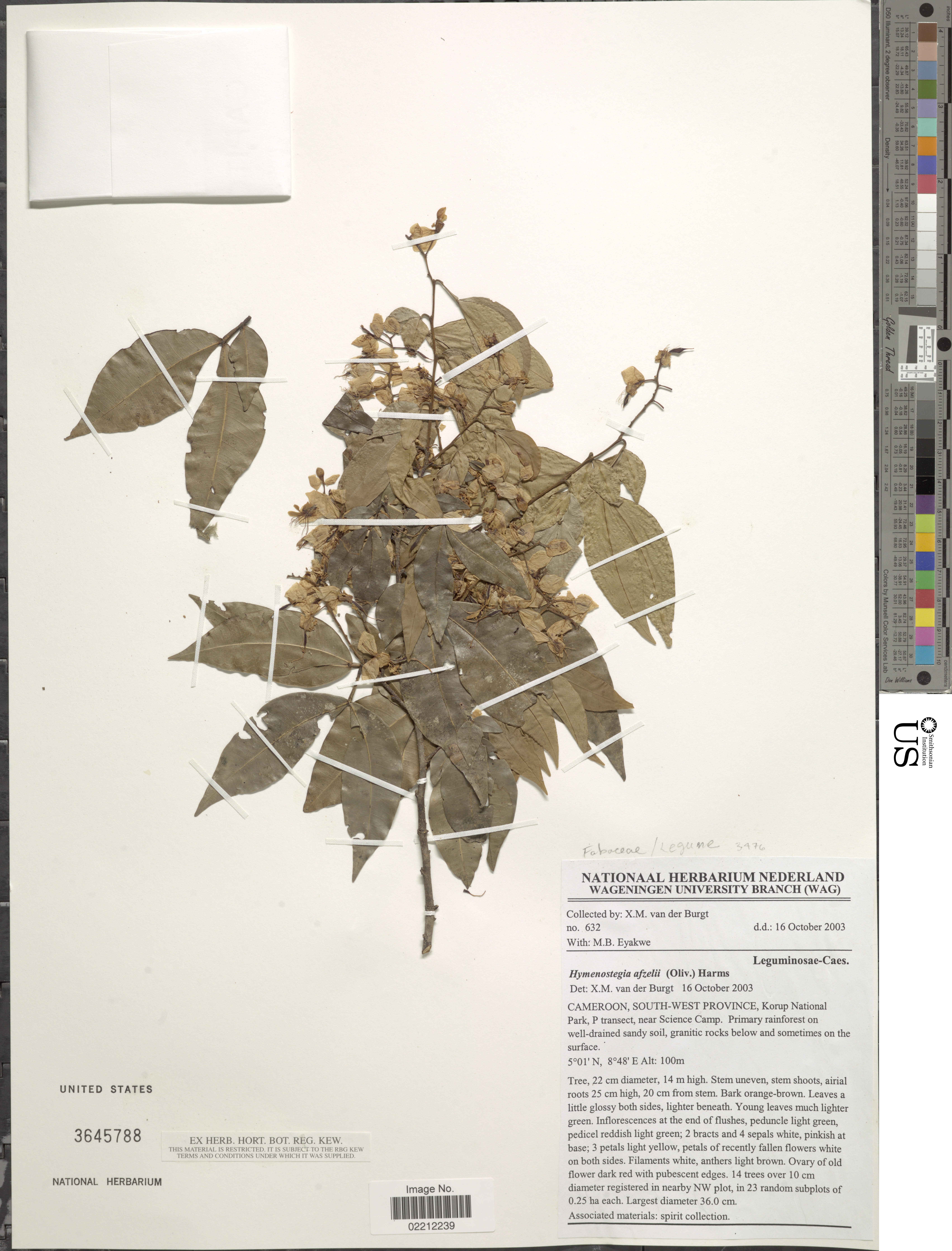
Spécimen récolté au parc national de Korup (Cameroun).

Hymenostegia afzelii est une espèce de plantes à fleurs de la famille des Fabaceae et du genre Hymenostegia. C'est un arbre présent en Afrique de l'Ouest et utilisé en médecine traditionnelle.
Son épithète spécifique afzelii rend hommage au botaniste suédois Adam Afzelius.